# نادر بلحنبل
نادر بلحنبل (1 يوليو 1994) هو رياضي مغربي ينافس في سباق 800 متر، حيث وصل إلى النهائي في بطولة العالم 2015.

## سجل المنافسة
| المغرب | المغرب                           | المغرب        | المغرب | المغرب | المغرب                                         | مصدر        |
| ------ | -------------------------------- | ------------- | ------ | ------ | ---------------------------------------------- | ----------- |
| 2011   | بطولة العالم للشباب لألعاب القوى | فرنسا         | 21     | 800 م  | 1:52.45                                        | [ 3 ]       |
| 2013   | بطولة إفريقيا للشباب             | موريتانيا     | 3      | 800 م  | 1:48.49                                        | [ 4 ] [ 5 ] |
| 2013   | الألعاب الفرانكوفونية            | فرنسا         | 3      | 800 م  | 1:47.72                                        | [ 4 ] [ 5 ] |
| 2013   | ألعاب التضامن الإسلامي           | إندونيسيا     | 3      | 800 م  | 1:47.81                                        | [ 4 ] [ 5 ] |
| 2014   | بطولة إفريقيا لألعاب القوى       | مراكش، المغرب | 10     | 800 م  | 1:47.43                                        | [ 6 ]       |
| 2015   | البطولة العربية لألعاب القوى     | البحرين       | 3      | 800 م  | 1:47.68                                        | [ 7 ]       |
| 2015   | بطولة العالم لألعاب القوى        | الصين         | 7      | 800 م  | بطولة العالم لألعاب القوى 2015 – رجال 800 متر ‏ |             |
| 2015   | بطولة برشلونة الاقليمية          | إسبانيا       | 5      | 800 م  | 1:44.64                                        |             |

## إنجازات شخصية
- 800 متر - 1:44.64 (برشلونة 2015)
- 1500 متر - 3:42.61 (الرباط 2013)
- 1000 متر - 2:19.24 (متز 2014)

## روابط خارجية
- نادر بلحنبل على موقع الاتحاد الدولي لألعاب القوى (الإنجليزية)
- نادر بلحنبل على موقع الدوري الماسي (الإنجليزية)